# Joanna Lumley
Dame Joanna Lumley, född 1 maj 1946 i Srinagar, Jammu och Kashmir, Indien, är en brittisk skådespelare.
Hon hade småroller i film och TV-serier före genombrottet i rollen som Purdey i agentserien The New Avengers 1976. För en svensk TV-publik är hon mest känd för sin roll som den kedjerökande före detta modellen Patsy Stone i Helt hysteriskt.
Lumley är mycket god vän med Joan Collins. År 1970 var hon en kort tid gift med manusförfattaren och skådespelaren Jeremy Lloyd.

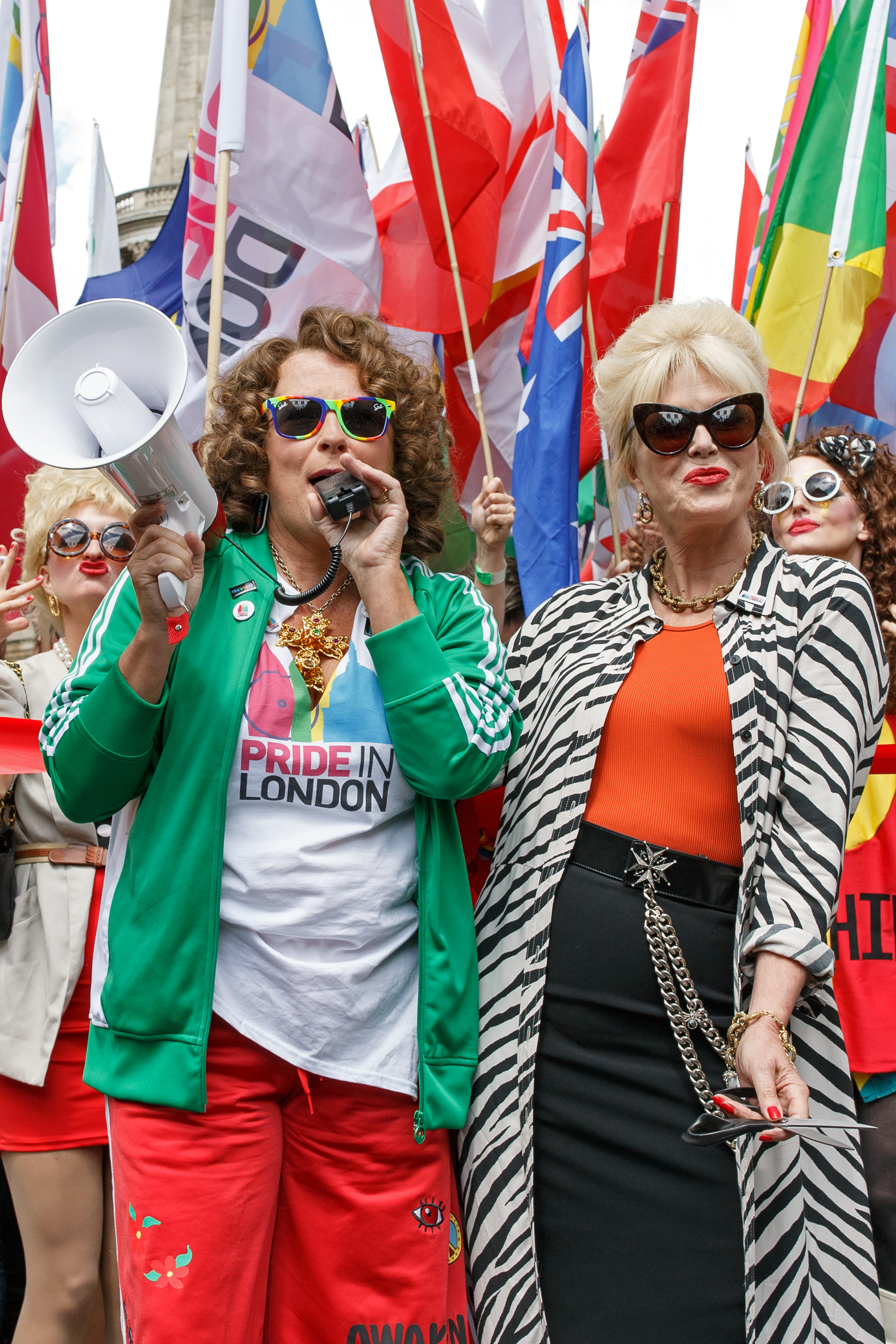
Joanna Lumley (höger) tillsammans med Jennifer Saunders (vänster) som sina karaktärer Patsy Stone och Edina Monsoon, under London Pride 2016.

## Filmografi

### Film
| År   | Titel                                | Roll                              | Noter            |
| ---- | ------------------------------------ | --------------------------------- | ---------------- |
| 1969 | Some Girls Do                        | Second Robot Saboteur             | Ej krediterad    |
| 1969 | I hennes majestäts hemliga tjänst    | The English Girl                  |                  |
| 1970 | The Breaking of Bumbo                | Susie                             |                  |
| 1970 | The Ballad of Tam Lin                | Georgia                           |                  |
| 1971 | Games That Lovers Play               | Fanny                             |                  |
| 1971 | Huset som droppade blod              | Film Crew Girl                    | Ej krediterad    |
| 1971 | Den blodtörstige hämnaren            | Laboratory Assistant              | Borttagna scener |
| 1973 | Dracula och djävulsdyrkarna          | Jessica Van Helsing               |                  |
| 1974 | Don't Just Lie There, Say Something! | Miss Parkyn                       |                  |
| 1982 | Jakten på Rosa pantern               | Marie Jouvet                      |                  |
| 1983 | Rosa panterns förbannelse            | Grevinnan Chandra                 |                  |
| 1989 | Shirley Valentine                    | Marjorie                          |                  |
| 1995 | Innocent Lies                        | Lady Helena Graves/Celia's mother |                  |
| 1995 | De bortglömda leksakerna             | Annie                             | Röst; kortfilm   |
| 1996 | James och jättepersikan              | Tant Spik                         |                  |
| 1997 | Prins Valiant                        | Morgan Le Fey                     |                  |
| 1998 | Parting Shots                        | Freda                             |                  |
| 1999 | Mad Cows                             | Gillian                           |                  |
| 2000 | Whispers - den lille elefanten       | Half Tusk                         | Röst             |
| 2000 | Maybe Baby                           | Sheila                            |                  |
| 2001 | Hollywoods hemlighet                 | Elinor Glyn                       |                  |
| 2003 | Standing Room Only                   | Last in Line                      | Kortfilm         |
| 2004 | Eurotrip                             | Hostel Clerk                      |                  |
| 2004 | Ella den förtrollade                 | Dame Olga                         |                  |
| 2005 | The Magic Roundabout                 | Ermintrude                        | Röst             |
| 2005 | Corpse Bride                         | Maudeline Everglot                | Röst             |
| 2006 | Dolls                                | Madame Muscat                     | Kortfilm         |
| 2009 | Boogie Woogie                        | Mrs Alfreda Rhinegold             |                  |
| 2011 | Late Bloomers                        | Charlotte                         |                  |
| 2013 | The Wolf of Wall Street              | Aunt Emma                         |                  |
| 2014 | Death Knight Love Story              | Lady Blaumeaux                    | Kortfilm         |
| 2014 | She's Funny That Way                 | Vivian Claremont                  |                  |
| 2015 | Absolutely Anything                  | Fenella                           |                  |
| 2016 | Livet efter dig                      | Mary Rawlinson                    |                  |
| 2016 | Absolutely Fabulous: The Movie       | Patsy Stone                       |                  |
| 2016 | The Corridor                         | The Lady                          | Kortfilm         |
| 2017 | Carnage                              | Som sig själv                     | Röst             |
| 2017 | The Man You're Not                   | Som sig själv                     |                  |
| 2017 | Paddington 2                         | Felicity Fanshawe                 |                  |
| 2017 | Som en dans                          | Jackie                            |                  |
| 2021 | Falling for Figaro                   | Meghan Geoffrey-Bishop            |                  |

### TV
| År        | Titel                                   | Roll                                 | Noter                                                         |
| --------- | --------------------------------------- | ------------------------------------ | ------------------------------------------------------------- |
| 1957      | Emergency Ward 10                       | Patient                              |                                                               |
| 1969      | The Wednesday Play                      | Elsie Engelfield                     | 1 avsnitt                                                     |
| 1971      | Comedy Playhouse                        | Samantha Ryder-Ross                  | 1 avsnitt                                                     |
| 1971      | It's Awfully Bad for Your Eyes, Darling | Samantha Ryder-Ross                  | Samtliga 7 avsnitt                                            |
| 1972      | Steptoe and Son                         | Bunty                                | 1 avsnitt                                                     |
| 1973      | Coronation Street                       | Elaine Perkins                       | 8 avsnitt                                                     |
| 1973      | The Protectors                          | Liz                                  | Ej krediterad; 1 avsnitt                                      |
| 1973–1975 | Are You Being Served?                   | German Lady/Miss French              | 2 avsnitt                                                     |
| 1975      | General Hospital                        | Patient/Sylvia Johnson/Sylvia Turner | 6 avsnitt                                                     |
| 1976      | Up The Workers                          |                                      | 6 avsnitt                                                     |
| 1976      | The Cuckoo Waltz                        | Harriet Paulden                      | 1 avsnitt                                                     |
| 1976–1977 | The New Avengers                        | Purdey                               | Samtliga 26 avsnitt                                           |
| 1979      | Plankan                                 | Hitchhiker                           | TV-film                                                       |
| 1979–1982 | Sapphire & Steel                        | Sapphire                             | Samtliga 34 avsnitt                                           |
| 1982–1986 | The Kenny Everett Television Show       | Olika roller                         | 6 avsnitt                                                     |
| 1983      | The Weather in the Streets              | Kate                                 | TV-film                                                       |
| 1984      | Mistrals dotter                         | Lally Longbridge                     | Miniserie; 3 avsnitt                                          |
| 1984      | The Glory Boys                          | Helen                                | Miniserie; 3 avsnitt                                          |
| 1984      | Oxbridge Blues                          | Gigi                                 | 1 avsnitt                                                     |
| 1986      | The Two Ronnies                         | Miss Dibley                          | 1 avsnitt                                                     |
| 1986      | Starting Out                            | Mrs Robertson                        | 1 avsnitt                                                     |
| 1990      | De grå pärlorna                         | Lady Drayton                         | TV-film                                                       |
| 1991      | A Perfect Hero                          | Loretta Stone                        | Miniserie; 2 avsnitt                                          |
| 1992      | Lovejoy                                 | Victoria Cavero                      | 3 avsnitt                                                     |
| 1992–2012 | Helt hysteriskt                         | Patsy Stone                          | Samtliga 39 avsnitt                                           |
| 1993      | Cluedo                                  | Mrs Peacock                          | 6 avsnitt                                                     |
| 1994      | Jackanory                               | Berättare                            | 2 avsnitt                                                     |
| 1994–1995 | Class Act                               | Kate Swift                           | Samtliga 14 avsnitt                                           |
| 1995      | Nya vindar över Cold Comfort Farm       | Mrs Mary Smiling                     | TV-film                                                       |
| 1996      | Roseanne                                | Patsy Stone                          | 1 avsnitt                                                     |
| 1997      | Legenden om Sweeney Todd                | Mrs Lovett                           | TV-film                                                       |
| 1997–1999 | De bortglömda leksakerna                | Annie                                | Röst; samtliga 26 avsnitt                                     |
| 1998      | Coming Home                             | Diana Carey-Lewis                    | Miniserie; 2 avsnitt                                          |
| 1998      | A Rather English Marriage               | Liz Franks                           | TV-film                                                       |
| 1999      | Alice i Underlandet                     | Tigerlilja                           | Röst; TV-film                                                 |
| 1999      | Doctor Who: The Curse of Fatal Death    | The Doctor                           | Specialavsnitt till förmån för Red Nose Day                   |
| 1999      | Nancherrow                              | Diana Carey-Lewis                    | Miniserie; 2 avsnitt                                          |
| 1999      | Dr Willoughby                           | Donna Sinclair                       | Samtliga 6 avsnitt                                            |
| 1999–2000 | Foxbusters                              | Sims                                 | Röst; samtliga 26 avsnitt                                     |
| 2000      | Mirrorball                              | Jackie Riviera                       | TV-film                                                       |
| 2002      | Up in Town                              | Madison Blakelock                    | Samtliga 6 avsnitt                                            |
| 2003      | My Dad's the Prime Minister             | Som sig själv                        | 1 avsnitt                                                     |
| 2003      | Posh Nosh                               | Berättare                            | Röst; 6 avsnitt                                               |
| 2004–2010 | Miss Marple                             | Dolly Bantry                         | 2 avsnitt                                                     |
| 2005–2007 | Sensitive Skin                          | Davina Jackson                       | Samtliga 12 avsnitt                                           |
| 2006–2008 | Jam & Jersusalem                        | Delilah Stagg                        | 6 avsnitt                                                     |
| 2009      | Kommissarie Lewis                       | Esmé Ford                            | 1 avsnitt                                                     |
| 2010      | Älskarinnor                             | Vivienne Roden                       | 4 avsnitt                                                     |
| 2011      | Upstairs Downstairs Abbey               | Mrs Danvers                          | TV-film; parodi på Downton Abbey till förmån för Red Nose Day |
| 2012      | Little Crackers                         | Features Commissioner                | 1 avsnitt                                                     |
| 2012      | The Making of a Lady                    | Lady Maria Byrne                     | TV-film                                                       |
| 2013      | Jonathan Creek                          | Rosalind Tartikoff                   | 1 avsnitt                                                     |
| 2013      | Gangsterfarmor                          | Drottningen                          | TV-film                                                       |
| 2015      | Walliams & Friend                       | Olika roller                         | 1 avsnitt                                                     |
| 2017      | The Missing Crown Jewels                | The Boss                             | TV-film                                                       |
| 2019      | Red Nose Bodyguard                      | Prime Minister                       | TV-film; parodi på Bodyguard till förmån för Red Nose Day     |
| 2020      | The Wonderful World of Mickey Mouse     | Berättare                            | Röst; 1 avsnitt                                               |
| 2021      | Saturday Knight Takeaway                | Som sig själv                        | TV-film                                                       |
| 2021      | Finding Alice                           | Sarah                                | Samtliga 6 avsnitt                                            |
| 2021–2022 | Motherland                              | Felicity                             | 2 avsnitt                                                     |

### Musikvideor
| År   | Titel                              | Roll        |
| ---- | ---------------------------------- | ----------- |
| 1994 | Pet Shop Boys: Absolutely Fabulous | Patsy Stone |